# Ушна марка
Ушната марка е най-разпространеното средство за идентификация на животните. С нея се маркират както селскостопанските животни така и опитни животни и кучета. Марката е пластмасова или метална плочка или щипка с различна форма, пластичност, цвят и размери, която се поставя на едното, а понякога и на двете уши. Върху повърхността на марката е надписан номер или символ, който може да бъде уникален за дадената марка и да не се повтаря при други или групов, при което няколко марки носят един и същ номер. Целите за поставянето на ушни марки са различни. При селскостопанските животни често се използват ушни марки за осъществяването на селекционна дейност. При опитни животни ушна марка се използва за отдиференциране на отделните опитни групи. В някой градове на страната ушни марки се поставят и на уличните кучета. Това показва, че кучето е кастрирано и обезпаразитено при извършване на кастрацията. Най-честата причина за използване на ушните марки е за проследяемост на заболяванията при животните, тяхното придвижване и гарантиране на произхода на получените продукти от идентифицираните животни. В България, както и в целия Европейски съюз, маркирането на всички домашни животни е задължително. Маркирането с ушна марка в ЕС е нормирано в няколко регламента, а в българското законодателство те са транспонирани най-общо в Наредба № 61 от 9 май 2006 г. за условията и реда за идентификация на животните, регистрация на животновъдните обекти и достъпа до базата данни за идентифицираните животни и регистрираните обекти. Не се разрешава придвижване до пазари, кланици, изложби, състезания и други животновъдни обекти и населени места на неидентифицирани животни.

## Изисквания към ушната марка
Съгласно горепосочената наредба ушните марки трябва да отговарят на следните изисквания:
- Ушната марка трябва да бъде одобрена от Българската агенция по безопасност на храните (БАБХ).
- Изработена е от гъвкав и еластичен материал.
- Защитена е от фалшифициране. Лесно се разчита през целия живот на животното и не може да се заличава.
- Не може да се използва повторно при друго животно.
- Да е направена по начин, който на причинява болка и вреда на животното.
- Състои се от две части – „мъжка“ и „женска“
- Надписът ѝ започва с BFSA (Българска агенция за безопасност на храните), последвано от BG и съдържа цифров код до 12 знака

Ушната марка е с жълт цвят и се поставя в средната третина на ухото.
Едрите преживни животни (ЕПЖ) се идентифицират с по една ушна марка на всяко ухо. Двете ушни марки съдържат еднакъв уникален идентификационен код, който е лазерно надписан върху двете части на марката. Ушната марка предназначена за ЕПЖ носи върху себе си номер от 10 символа със следната информация:
- на първия ред инициалите BG и кода на административната област (от 01 до 28);
- на втория ред 6-цифрен пореден номер започващ от 000 001 до 999 999.

Дребните преживни животни (ДПЖ) се маркират с една марка на лявото ухо на животните. Надписания номер на марката носи върху себе си номер от 12 символа със следната информация:
- на първия ред инициалите BG, кода на административната област (от 01 до 28) и знака D, показващ, че се отнася за ДПЖ;
- на втория ред 7-цифрен пореден номер започващ от 0 000 001 до 9 999 999.

Свинете се маркират с една марка на лявото ухо на животните. Надписания номер на марката носи върху себе си номер от 12 символа със следната информация:
- на първия ред инициалите BG, кода на административната област (от 01 до 28) и знака S, показващ че се отнася за свине;
- на втория ред 7-цифрен пореден номер започващ от 0 000 001 до 9 999 999.

Кодът на административната област е от 1 до 28 и се определя от азбучната подредба на областите в България като 01 е Област Благоевград, а последната 28 е Област Ямбол. През 2006 г. НВМС въвежда единен код за цялата страна – BG30.
При свинете има изключение в цвета и номера на ушната марка, в зависимост от животновъдния обект в който се отглеждат. Свине за клане от животновъдни обекти, в които се отглеждат над 50 свине майки, могат да не се идентифицират с индивидуална ушна марка. В този случай се използва обща ушна марка т.нар. марка на фермата, която съдържа следната информация: BFSA, кода на Република България "BG", двуцифрен код за региона и номера на животновъдния обект. Марката е със същата форма, но със зелен цвят.
При поставяне на ушната марка същата се въвежда в електронната база данни за идентификация на животните и регистрация на животновъдните обекти. С номера надписан на нея се въвеждат и данни за датата на раждане, вид, пол, порода, предназначение и т.н. на идентифицираното животно.